# Roger Tayler
Roger Tayler, né le 25 octobre 1929 et mort le 23 janvier 1997 est un astrophysicien et un cosmologiste d'origine britannique. Il est connu pour avoir été un des pionniers de l'étude de la nucléosynthèse stellaire et de la nucléosynthèse primordiale, domaine dans lequel il a notamment travaillé avec Fred Hoyle. 